# C/1964 L1 (Tomita-Gerber-Honda)
 C/1964 L1 (Tomita-Gerber-Honda) ist ein Komet, der im Jahr 1964 mit dem bloßen Auge beobachtet werden konnte.

## Entdeckung und Beobachtung
Dieser Komet wurde von drei Beobachtern unabhängig voneinander entdeckt. Am frühen Morgen des 7. Juni 1964 (Ortszeit) fand ihn Kōichirō Tomita an der Dodaira Station des National Astronomical Observatory of Japan. Er schätzte seine Helligkeit auf 6 mag. Der Komet war zu diesem Zeitpunkt noch 0,75 AE von der Sonne und 0,97 AE von der Erde entfernt. Der deutsche Amateurastronom Friedrich Wilhelm Gerber war in Lucas González in Argentinien als evangelischer Pastor tätig. Am 8. Juni war er früh aufgestanden, um Wasser für das Waschen seiner Kleidung zu erhitzen. In der Zwischenzeit wollte er mit einem kleinen Fernglas den Himmel beobachten, als er diesen Kometen fand. Er brachte rasch sein Teleskop in Stellung und erkannte ein verwaschenes Objekt mit der Andeutung eines Schweifs. Minoru Honda war ein erfahrener Kometenjäger aus Kurashiki, Okayama, der bereits 8 Kometen entdeckt hatte. Bei einer seiner routinemäßigen Suchen am frühen Morgen des 10. Juni (Ortszeit) fand er ebenfalls diesen Kometen.
In den folgenden Tagen konnte die Entdeckung durch Beobachtungen an mehreren Observatorien in Australien, Südafrika und Arizona bestätigt werden. Am 13. Juni konnte der Komet erstmals bei einer Helligkeit von etwa 5 mag in Südafrika mit bloßem Auge beobachtet werden, der Schweif war etwa ¾° lang. Am 1. Juli wurde von einem Beobachter in Texas von einer Helligkeit von 4,5 mag und einer Schweiflänge von 2° berichtet. Die Helligkeit nahm darauf wieder ab und sank gegen Mitte des Monats unter 6 mag.
Die letzten Beobachtungen gelangen Elizabeth Roemer an der Flagstaff Station des United States Naval Observatory am 11. und 26. Januar 1965 mit einem 102-cm-Teleskop bei einer Helligkeit von 18–19 mag. Anfang März konnte der Komet nicht mehr aufgefunden werden.

## Wissenschaftliche Auswertung
Am Department of Astronomy der University of Michigan konnten zwischen dem 4. und 10. Juli 1964 Fotografien und Spektrogramme des Kometen aufgenommen werden. In einem Spektrum der Koma konnten die Linien von CN und C2 nachgewiesen werden. Im Spektrum des Schweifs konnten keine Linien beobachtet werden.
In einer weiteren Untersuchung vom Washburn Observatory in Wisconsin wurde über die beobachtete Wechselwirkung zwischen der Sonnenaktivität und den Veränderungen im Schweif des Kometen berichtet.
Brian Marsden hatte 1970 aus 16 Beobachtungen über 230 Tage Bahnelemente einer elliptischen Umlaufbahn für den Kometen bestimmt. Marsden, Zdenek Sekanina und Edgar Everhart nutzten sie später als Grundlage für die Berechnung der ursprünglichen und zukünftigen Bahn des Kometen. Sie fanden für die Große Halbachse der ursprünglichen Bahn einen Wert von etwa 123 AE und für die der zukünftige Bahn einen von etwa 105 AE.

## Umlaufbahn
Für den Kometen konnte aus 16 Beobachtungsdaten über einen Zeitraum von 229 Tagen eine elliptische Umlaufbahn bestimmt werden, die um rund 162° gegen die Ekliptik geneigt ist. Die Bahn des Kometen steht damit leicht schräg gestellt zu den Bahnebenen der Planeten, er durchläuft seine Bahn gegenläufig (retrograd) zu ihnen. Im sonnennächsten Punkt (Perihel), den der Komet am 30. Juni 1964 durchlaufen hat, war er noch etwa 74,9 Mio. km von der Sonne entfernt und befand sich damit im Bereich zwischen den Umlaufbahnen des Merkur und der Venus.
Wenn die Bahn eines Kometen nur eine geringe Neigung zur Ekliptik besitzt, wie bei diesem, sind mehrere nahe Begegnungen mit den Planeten zu erwarten, die die Bahn des Kometen beeinflussen können. Der Komet näherte sich nicht nur einigen der kleinen Planeten bis auf geringe Abstände, sondern es erfolgten auch mehrere Annäherungen an die großen Planeten, einige davon sogar außergewöhnlich nahe:
| Datum            | Planet  | Min. Abstand (in AE) |
| ---------------- | ------- | -------------------- |
| November 1963    | Jupiter | 1,9                  |
| März 1964        | Saturn  | 8,5                  |
| 19. April 1964   | Mars    | 0,40                 |
| 4. Juni 1964     | Merkur  | 0,40                 |
| 23. Juni 1964    | Erde    | 0,51                 |
| 23. Juni 1964    | Venus   | 0,23                 |
| 16. Juli 1964    | Merkur  | 0,25                 |
| 1. November 1964 | Mars    | 0,86                 |
| Dezember 1965    | Jupiter | 2,5                  |

Die Annäherung an die Erde entspricht einer Entfernung von etwa 76,3 Mio. km. In der Nähe des aufsteigenden Knotens seiner Umlaufbahn bewegte sich der Komet um den 8. Juni 1964 in unmittelbarer Nähe zur Venusbahn, und zwar in nur etwa 3800 km (0,000025 AE) Abstand dazu. Die Venus erreichte diese Stelle ihrer Bahn aber erst 6 Wochen später um den 21. Juli.
Durch die wenigen Beobachtungsdaten weisen die Bahnelemente, wie sie in der JPL Small-Body Database angegeben sind, relativ große Unsicherheiten auf. Nach diesen Angaben und ohne Berücksichtigung nicht-gravitativer Kräfte auf den Kometen hatte seine Bahn lange vor seiner Passage des inneren Sonnensystems noch eine Exzentrizität von etwa 0,99595 und eine Große Halbachse von etwa 123 AE, so dass seine Umlaufzeit bei 1361 Jahren lag. Somit könnte der vorangegangene Periheldurchgang um das Jahr 603 (Unsicherheit ±8 a) erfolgt sein.
Durch die Anziehungskraft der Planeten, insbesondere durch die nahen Vorbeigänge an den großen Planeten, wurde seine Bahnexzentrizität auf etwa 0,99519 und seine Große Halbachse auf etwa 105 AE verringert, so dass sich seine Umlaufzeit auf etwa 1075 Jahre verkürzt. Wenn der Himmelskörper um das Jahr 2500 den sonnenfernsten Punkt (Aphel) seiner Bahn erreicht, wird er etwa 31,3 Mrd. km von der Sonne entfernt sein, fast 210-mal so weit wie die Erde und 7-mal so weit wie Neptun. Seine Bahngeschwindigkeit im Aphel beträgt nur etwa 0,13 km/s. Der nächste Periheldurchgang des Kometen wird möglicherweise um das Jahr 3039 (Unsicherheit ±5,3 a) stattfinden.

## Meteorschauer auf der Venus
Die Umlaufbahn des Kometen kommt der Umlaufbahn der Venus bis auf wenige Tausend km nahe, das ist weniger als der Radius des Planeten. Staubpartikel des Kometen, die sich entlang seiner Umlaufbahn bewegen, dürften also regelmäßig Meteorschauer auf der Venus verursachen – immer dann, wenn die Venus etwa alle 225 Tage eine bestimmte Stelle ihrer Bahn durchläuft. Die Meteore dringen dann mit 80 km/s auf der Morgenseite des Planeten in dessen Atmosphäre ein.